# Kibitka (pojazd)

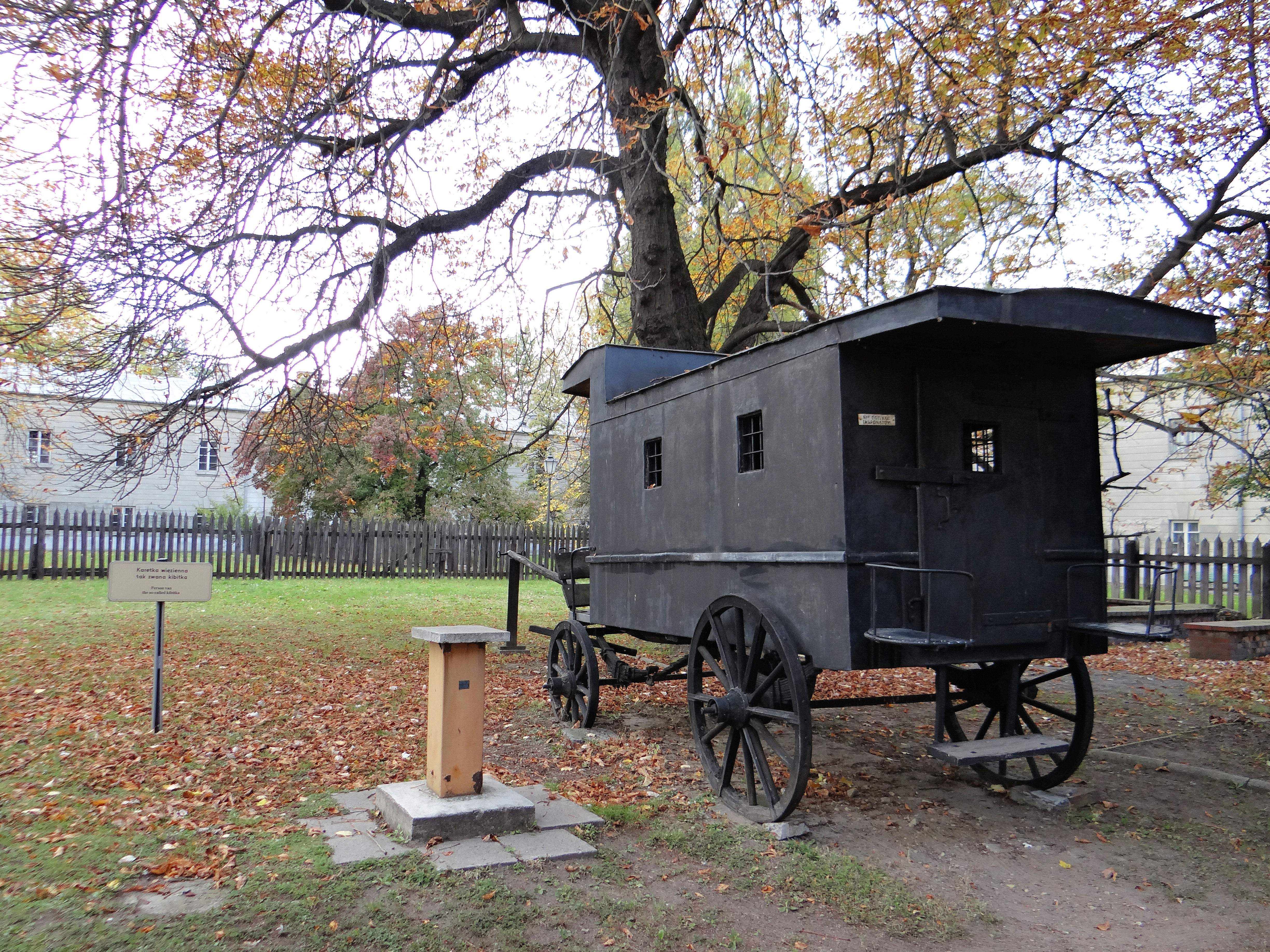
Kibitka przed X Pawilonem Cytadeli Warszawskiej

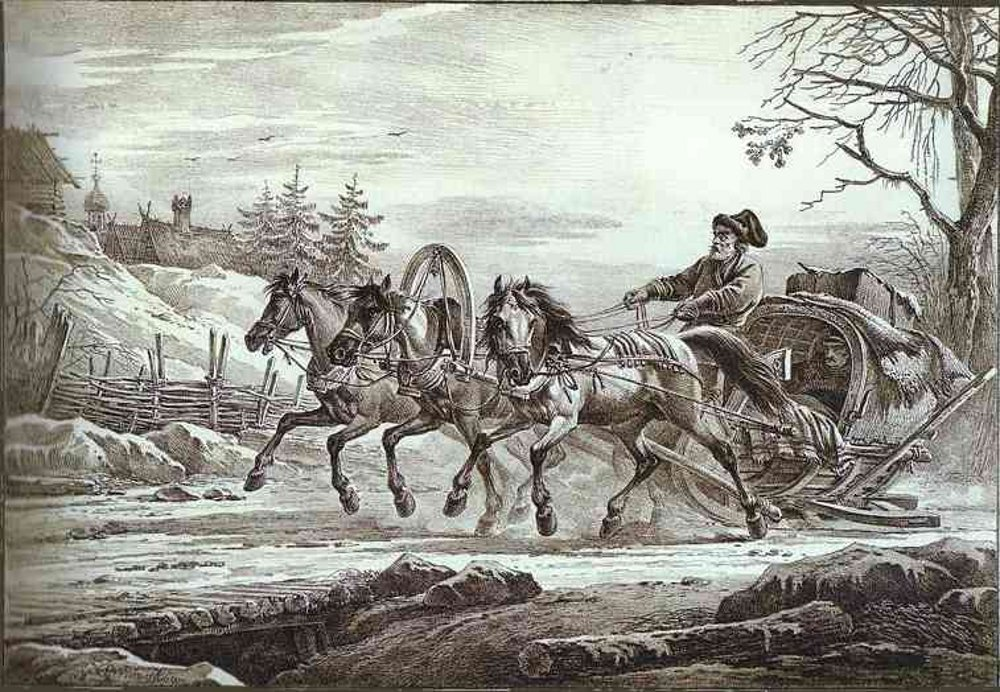
Aleksander Orłowski „Podróżny w kibitce”

Kibitka (ros. кибитка) – kryty wóz gospodarski, czterokołowy, używany w Rosji. W okresie caratu również wykorzystywany jako karetka do przewozu więźniów.
Kibitka występowała oprócz wariantu na kołach także w wersji na płozach. 